# 多重職業
多重職業，亦称斜槓族（英語：Slashie）、斜棟族、斜杠青年、Slash族、彈性就業人士，该概念始自美國《紐約時報》專欄作家及諮詢師瑪希·艾波赫（Marci Alboher）的暢銷書《不能只打一份工︰多重壓力下的職場求生術（One Person/Multiple Careers: A New Model for Work/Life Success）》，是一種工作態度，具體意指年輕人不再滿足於專一職業的工作模式，而選擇有多重職業及身份的生活。當社會上一個人的事業可從其工作上的活動辨認其僱傭或專業，斜槓族取的是一種多重事業的路向。一種興起於20世紀末期至21世紀初期的趨勢。這些具有多重事業的人可能同時擔任兩份或以上的專業工作，又或在某一行業得到相當成就時轉往另一行業發展。漢語中的翻譯斜槓出自瑪希·艾波赫的另一個著作《不能只打一份工︰斜槓職涯原創指南（One Person/Multiple Careers: The Original Guide to the Slash Career）》。
Sandra Kerka（2003）說：「自1970年代末以來美國的研究表明，經濟活躍人口中有10%到30%的人在五年內至少有過一次職業變化。」在德國，91名技術工人中，在完成學業後的前8年中，三分之一的職業發展在其他職業中至少被僱用過一次。
斜槓族亦會考慮一邊創業或加盟連鎖一邊打工，從而達到多源收入的效果，他們比較重視自己的時間，希望自己時間自己掌握。